# (4730) Xingmingzhou
(4730) Xingmingzhou  est un astéroïde de la ceinture principale, découvert le 7 décembre 1980 à l'observatoire de la Montagne Pourpre. Sa désignation provisoire était 1980 XZ. Il tire son nom de l'astronome et météorologiste chinois Xing-Ming Zhou.